# Dionizy Pamplona Polo
Dionizy Pamplona Polo SchP, hiszp. Dionisio Pamplona Polo (ur. 11 października 1868 w Calamocha, zm. 25 lipca 1936 w Monzón) – hiszpański prezbiter z Zakonu Kleryków Regularnych Ubogich Matki Bożej Szkół Pobożnych, ofiara prześladowań Kościoła katolickiego w czasach hiszpańskiej wojny domowej, zamordowany z nienawiści do wiary łac. odium fidei.

## Życiorys
Był jedynym dzieckiem w katolickiej rodzinie Santiago i Damiany zamieszkujących w Archidiecezji Saragossy. Do nowicjatu pijarów wstąpił 16 listopada 1882 roku w Peralta de la Sal. Profesję złożył 2 sierpnia 1885 roku. Przyjął imię zakonne Dionizy od świętego Barnaby. Studiował filozofię i teologię, 17 listopada 1889 roku złożył śluby uroczyste, zaś sakrament święceń kapłańskich otrzymał w Jaca 7 września 1893 roku. Powołanie realizował pracując w szkołach i zakładach wychowawczych w Jaca (1890-1891), Sos del Rey Católico (1891-1894), Saragossie (1894-1895), Alcañiz (1895-1903), ponownie w Jaca (1903–1905), Peralta de la Sal (1905-1913), Pampelunie (1913-1919), Buenos Aires (1919–1922), drugi raz w Pampelunie (1922-1928), Barbastro (1928-1934) i ponownie w Peralta de la Sal (1934-1936). Piastował urząd przełożonego i pełnił obowiązki mistrza nowicjatu. Kiedy wybuchła wojna domowa proboszczował w Peralta de la Sal, jednocześnie sprawując funkcję rektora. Mimo tego że nie był zaangażowany w konflikt i nie prowadził działalności politycznej aresztowano go 23 lipca i wraz ze wszystkimi współbraćmi uwięziono w Monzón. Dwa dni później został rozstrzelany.

## Znaczenie
1 października 1995 roku na rzymskim Placu Świętego Piotra papież Jan Paweł II dokonał beatyfikacji czterdziestu pięciu ofiar prześladowań antykatolickich wśród których był Dionizy Pamplona Polo pierwszym z trzynastu pijarskich męczenników.
W Kościele katolickim dniem wspomnienia liturgicznego każdego z otoczonych kultem jest dies natalis (25 lipca), zaś grupa błogosławionych zakonników wspominana jest 22 września. Miejscem szczególnego kultu jest diecezja Tortosa.